# روزتوکی و سمیل
روزتوکی و سمیل (به چکی: Roztoky u Semil) یک منطقهٔ مسکونی در جمهوری چک است که در ناحیه سمیلی واقع شده‌است.